# كاسوري
الكاسوري (باليابانية: 絣) هي أحد أنواع الأنسجة التقليدية في اليابان والتي تصنع من خيوط تمت صباغتها بشكل أن تعطي نماذج معينة بعد حياكتها. تكون خيوط الكاسوري هي اللحمة، بينما تكون خيوط السدى هي أي خيوط أخرى ذات لون واحد أو بدون صباغ، حيث تشكل خيوط اللحمة والتي صبغت على طراز معين النموذج بعد حياكتها.